# Десетте тенора
Десетте тенора, известни още като ТТТ, съкращение на английски: The Ten Tenors са австралийска музикална група, която има гастроли в Европа, Канада и САЩ, а също така и студийни записи. В репертоара им влизат разнообразни музикални жанрове – песни от албумите на Куийн „Bicycle Race“, „Bohemian Rhapsody“, „Who Wants to Live Forever“, на Би Джийс, на АББА „Dancing Queen“, както и арии от опери на Моцарт и местни австралийски песни. Най-новият им албум е Here's To The Heroes.
Те сформират групата през 1995 година още докато са студенти в Бризбейн, Австралия, с цел да се издържат. Тяхната задача е да представят класическата музика и други жанрове с нова аранжировка и по оригинален начин, използвайки нова звукозаписна техника. Първите им представления са през 1998 година и стават известни, но само в родната им Австралия. През 2002 г. обаче са поканени за участие в конкурса за песен на Евровизия в Кил, Германия, което им донася интернационална слава. Много популярни са и в САЩ и Канада. Членовете на групата се менят. Най-новият състав е:

## Настоящи членове
- Робърт Барбаро
- Камерън Баркли
- Майкъл Едуардс
- Кийн Флетчър
- Лукас Гелсумини
- Пол Гелсумини
- Себастиан Маклейн
- Джаред Нюуол
- Сам Робъртс-Смит

## Бивши членове
- Крейг „Брус“ Аткинсън
- Даниел Бел
- Томас Дейвид Бирч
- Шанън „Бомбър“ Браун
- Шон Браун
- Бенджамин „Клакка“ Кларк
- Роджър Дейви
- Скот Фийлдс
- Греъм Фут
- Джордж Форгън-Смит
- Джак Фаулс
- Дрю „Крийми Гуднес“ Греъм
- Гордън Харис
- Крейг „Чендри“ Хендри
- Матю „Брайън“ Хики
- Чад Хилигъс
- Люк Кенеди
- Ким Къркман
- Нейтън „Мертийн“ Неен
- Росарио ла Спина
- Адам Лопес
- Брадли Маккоу
- Лиам Маклачлан
- Кент Маддок
- Дион Молинас
- Грег Мур
- Стюарт „Санчо“ Морис
- Скот Мюлер
- Джоузеф Наим
- Бойд Оуен
- Адриан „Гари“ Филипс
- Джош (Дей Пи) Питърман
- Джордан С. Полард
- Андрю „Донеси“ Прайър
- Кайл Сапсфорд
- Джейсън „Шорти“ Шорт
- Доминик „Панда“ Смит
- Стивън Соуден
- Тод Страйк
- Джеф Тийл
- Джейсън „Чопър“ Търнбул
- Бърнард Уетън

## Дискография

### CD
- 1998 – Tenorissimo!
- 1999 – Colours
- 2000 – Untied
- 2001 – A Not So Silent Night
- 2004 – Larger Than Life
- 2005 – Tenology (The Best of So Far...)
- 2005 – A Not So Silent Night
- 2006 – Here's to the Heroes
- 2008 – Nostalgica
- 2011 – Nostalgica – International Edition
- 2011 – Double Platinum
- 2014 – On Broadway

### VHS/DVD
- 2000 – Colours
- 2002 – One Is Not Enough
- 2004 – Larger Than Life
- 2006 – Here's to the Heroes
- 2009 – Amigos Para Siempre